# Todi Lubonja
Todi Aleks Lubonja (ur. 13 lutego 1923 w Elbasanie, zm. 19 listopada 2005 w Tiranie) – albański dziennikarz, pisarz i działacz komunistyczny, więzień polityczny, ojciec Fatosa Lubonji.

## Życiorys
Był synem muzyka Aleksa Lubonji i Sotiry. Od 1940 związany z ruchem komunistycznym, w 1942 wstąpił do Komunistycznej Partii Albanii. W czasie wojny działał w komunistycznym ruchu oporu. Po zakończeniu wojny działał w organizacji młodzieżowej, kierował także organizacją partyjną w Korczy i w Elbasanie. W 1958 został wybrany deputowanym z okręgu Elbasan do Zgromadzenia Ludowego IV kadencji. W parlamencie zasiadał przez trzy kolejne kadencje w latach 1958–1970. Przez siedem lat (1964-1970) kierował organem partii komunistycznej – Zëri i Popullit.
29 stycznia 1972 stanął na czele albańskiego radia i telewizji, zastępując Thanasa Nano. Należał do grona reformatorów partyjnych, skupionych wokół Fadila Paçramiego. Wspólnie organizowali XI Festiwal Piosenki Albańskiego Radia i Telewizji (grudzień 1972), w czasie którego podjęto próbę porzucenia obowiązującego wzorca socrealizmu. 26–28 czerwca 1973 na IV Plenum Komitetu Centralnego APP Paçramiego i Lubonję zaatakował osobiście przywódca partii Enver Hoxha, oskarżając ich o uleganie tendencjom liberalnym i obcym wpływom w kulturze. Todiego wyrzucono z pracy, a całą rodzinę internowano. 27 lipca 1974 został aresztowany przez oddział funkcjonariuszy Sigurimi, dowodzonych przez Mithata Bare. Skazany na 15 lat więzienia. Karę odbywał w więzieniu 321 w Burrelu. Wyszedł na wolność 7 czerwca 1987, przez kolejne lata internowany wraz z rodziną we wsi Malecaj k. Lezhy. Od 1990 do końca życia mieszkał w Tiranie. Zmarł po długiej chorobie, został pochowany na cmentarzu Sharrë w Tiranie.
W życiu prywatnym był żonaty (żona Liri), miał dwóch synów (Fatos i Agim). Przez ostatnie latach życia pisał wspomnienia, trzy tomy ukazały się drukiem, nakładem wydawnictwa Marin Barleti.

## Dzieła opublikowane
- 1968: Krizë e thellë në botën e dollarit (Głęboki kryzys w świecie dolara)
- 1993: Nën peshën e dhunës (Pod presją przemocy)
- 1994: Ankthi pa fund i lirisë (Niekończący się koszmar wolności)
- 2002: Pse hesht shtëpia e muzikës (Dlaczego milczy dom muzyki)